# Etapas del desarrollo infantil
Las etapas del desarrollo infantil representan los hitos teóricos del desarrollo infantil, algunos de las cuales han sido reconocidas por teorías nativistas. En este artículo se tratan las etapas de desarrollo infantil más aceptadas. Aquello que se considera «normal» puede variar ampliamente en función de los distintos factores genéticos, cognitivos, físicos, familiares, culturales, nutricionales, educativos y ambientales. Muchos niños logran cumplir una parte o la mayoría de estos hitos fuera del tiempo marcado por la norma.
El desarrollo holístico estudia al niño en su totalidad, es decir, como una persona completa a nivel físico, emocional, intelectual, social, moral, cultural y espiritual. Aprender sobre el desarrollo infantil implica estudiar patrones de crecimiento y desarrollo, a partir de los cuales se pueden delimitar las pautas del desarrollo «normal». A los marcadores del desarrollo también se les llama hitos, ya que determinan cuales son los patrones de desarrollo que se esperan que sigan los niños. Cada niño se desarrolla de manera única; sin embargo, el uso de marcadores ayuda a entender estas pautas generales de desarrollo al tiempo que nos permite identificar las múltiples variaciones entre individuos. Esta página se centra principalmente en el desarrollo lingüístico.
Una forma de identificar trastornos generalizados del desarrollo consiste en observar si los infantes no cumplen dentro del tiempo establecido o en absoluto con los hitos del desarrollo.

## Tabla de hitos
| Edad          | Motor | Lingüístico | Vista y oído | Social |
| ------------- | --- | --- | --- | --- |
| 1–1,5 meses   | Cuando se le sujeta de pie, mantiene la cabeza erguida con firmeza. | Hace gorgoritos y balbuceos con sus padres y la gente que conoce | Se centra en sus padres. | - Le gusta ver caras nuevas. - Empieza a sonreír a los padres. - Se asusta con los ruidos fuertes.                                             |
| 1,6–2 meses   | Cuando se encuentra boca abajo, se apoya sobre los brazos para levantarse; puede girarse hacia los costados cuando está sobre su espalda. | - Hace vocalizaciones. - Gorjea (forma sonidos parecidos a las vocales) o balbuceos.                                                                                           | Se centra tanto en objetos como en los adultos. | - Le gusta ver caras nuevas. - Sonríe a sus padres. - Empieza a sonreír.                                                                       |
| 2,1–2,5 meses | - Puede girarse hacia los lados cuando está boca abajo. - Se apoya sobre los codos y llega a levantar la cabeza unos 90 grados. - Puede sentarse con apoyo sobre las manos, mantiene la cabeza derecha durante períodos cortos de tiempo. | - Puede variar las vocalizaciones cuando habla, «eee-ahhh». - Hace vocalizaciones para interactuar con los demás. - Hace pompas, juega con la lengua. - Se ríe con el abdomen. | - Percepción de la mano: sigue el movimiento de sus manos con los ojos. - Sus ojos adoptan su color definitivo. | Sirve para desarrollar las capacidades visuales emergentes. También se observan en niños ciegos.                                               |
| 3 meses       | - Boca abajo: mantiene la cabeza erguida durante períodos prolongados de tiempo. - No hay reflejo de prensión. | Hace sonidos vocálicos. | - Sigue los objetos oscilantes de lado a lado. - Gira la cabeza hacia la fuente de origen de un sonido/ruido. Sigue la mirada de los adultos (atención compartida) - Aparece la sensibilidad a los estímulos binoculares.                                                     | - Pega grititos cuando algo le gusta. - Sonrisa discriminatoria. Sonríe a menudo. - Se ríe con cosas sencillas. - Intenta agarrar los objetos. |
| 5 meses       | - Mantiene la cabeza erguida. - Va a por los objetos y los coge. - Se lleva los objetos a la boca. | Se divierte haciendo vocalizaciones. | - Es capaz de estirarse para agarrar objetos colgantes y los coge. - Empieza a distinguir los colores. | - Ajusta la forma de su mano a la de la forma del juguete para cogerlo.                                                                        |
| 6 meses       | - Se pasa los objetos de una mano a la otra. - Se impulsa para sentarse por su cuenta y se sienta erguido con apoyo. - Puede girarse sobre su espalda cuando está boca abajo. - Reflejo palmar y coordinación ocular al transferir una objeto de una mano a la otra. | - Vocalizaciones silabarias dobles como «mama» y «baba». - Balbuceos (combinaciones vocal-consonante).                                                                         | - Localiza los sonidos a 45 cm (18 in) de distancia de cualquiera de las orejas. - Su agudeza visual es similar a la de un adulto (20/20) - Aparece la sensibilidad a los efectos de profundidad en las imágenes (aquellos utilizados por los artistas para indicar lejanía). | Puede mostrarse ansioso ante los extraños. |
| 9–10 meses    | - Se balancea y gatea. - Se aguanta sentado sin apoyo - Coge los objetos mediante el agarre de pinza. | Balbucea canturreando. | Busca los juguetes que se le caen. | Se muestra aprensivo con los desconocidos. |
| 1 año         | - Se aguanta de pie cogiéndose a los muebles. - Se mantiene erguido durante uno o dos segundos y acaba por caerse de golpe. | Balbucea dos o tres palabras de forma continua. | Tira los juguetes y observa a dónde van a parar. | - Coopera mientras se le viste. - Se despide con la mano. - Entiende las órdenes sencillas.                                                    |
| 18 meses      | - Puede andar solo. - Agarra los juguetes sin echarse encima. - Sube y baja escaleras agarrándose a la barandilla. - Empieza para saltar con ambos pies a la vez. - Puede construir una torre de 3 o 4 cubos y tirar una pelota. - Utiliza la posición de agarre supino, la cual suele ser la primera postura de agarre. | «Jerga»: Usa muchas palabras inteligibles | Es capaz de reconocer sus canciones favoritas e intenta participar. | - Demanda la atención de sus padres constantemente. - Bebe de una taza con ambas manos. - Come por su cuenta con una cuchara.                  |
| 2 años        | - Es capaz de correr - Sube y baja las escaleras apoyándose en ambos pies en cada escalón. - Construye torres de 6 cubos. | - Une de 2 a 3 palabras en una frase. - Es capaz de repetir las palabras que oye. - Su vocabulario aumenta de forma gradual.                                                   | - Es capaz de reconocer algunas palabras. | - Juego paralelo. - Consigue controlar la micción despierto.                                                                                   |
| 3 años        | - Sube las escaleras apoyándose en un pie por cada escalón y las baja apoyándose en ambos pies en cada escalón. - Puede copiar un círculo, imita el movimiento de las manos y dibuja a una persona si se le pide. - Construye torres de 9 cubos. - Desarrolla el agarre prono. | - Formula preguntas de forma continua. - Forma frases para hablar. | | - Juego cooperativo. - Se desnuda con ayuda. - Amigos imaginarios.                                                                             |
| 4 años        | - Apoya un pie tras otro tanto para subir como para bajar las escaleras. - Todavía no controla la postura que le permite mantenerse en equilibrio durante la marcha. - Puede pegar saltitos sobre una pierna. - Imita la forma de una puerta con cubos. - Puede copiar una cruz. - Entre los 4 y 6 años, aprende el agarre en pinza trípode y se vuelve más eficiente con la práctica.                                        | - Su curiosidad está en su apogeo, hace muchas preguntas. - A menudo, sustituye palabra por otras más infantiles durante el habla.                                             | | - Se viste y se desviste con ayuda. - Va a hacer sus necesidades por su cuenta.                                                                |
| 5 años        | - Pega saltitos y brinca con ambas piernas. - Empieza a tener el control de su equilibrio, lo que no consiguió entre los 3 y 4 años de edad. - Empieza a tener el control de las fuerzas gravitacionales durante la marcha. - Puede dibujar figuras de palo y copiar una pirámide de base hexagonal utilizando un folio cuadriculado. - Dice su edad.                                                                         | Habla fluida con pocas sustituciones infantiles durante el habla. | | Se viste y se desviste por su cuenta. |
| 6 años        | - A partir de esta edad y hasta los 7 años, se acaba de desarrollar el patrón de activación muscular adulto de la marcha. - Empieza a controlar el movimiento de la cabeza y la coordinación del tronco durante la marcha, proceso que dura aproximadamente hasta los 8 años. - Ya se observa la transferencia de energía mecánica. - Puede copiar un diamante. - Distingue la izquierda de la derecha y cuántos dedos tiene. | Habla fluida. | | |

## Especificaciones físicas
| Edad        | Longitud/altura media                                                              | Crecimiento longitudinal      | Peso medio                                                           | Aumento de masa       | Frecuencia respiratoria (por minuto) | Temperatura corporal normal  | Ritmo cardíaco (pulso/por minuto) | Acuidad visual (Test de Snellen) |
| ----------- | ---------------------------------------------------------------------------------- | ----------------------------- | -------------------------------------------------------------------- | --------------------- | ------------------------------------ | ---------------------------- | --------------------------------- | -------------------------------- |
| 1–4 meses   | 50-70 cm (20-28 in).                                                               | 2,5 cm (0,98 in) al mes.      | 4-8 kg (8,8-17,6 lb).                                                | 100–200 g por semana. | 30 a 40.                             | 35,7-37,5 °C (96,3-99,5 °F). | 80 a 160.                         |                                  |
| 4–8 meses   | 70-75 cm (28-30 in).                                                               | 1,3 cm (0,51 in) al mes.      | El doble de lo que pesaba al nacer.                                  | 500 g al mes.         | 25 a 50.                             | Temperatura corporal.        | 80 a 160.                         |                                  |
| 8–12 meses  | Aproximadamente, 1,5 veces el tamaño que tenía al nacer al alcanzar el primer año. |                               | 9,6 kg (21 lb). Cerca del triple de lo que pesaba al nacer.          | 500 g al mes.         | 20 a 45.                             | Temperatura corporal.        | 80 a 160.                         | 20/100                           |
| 12–24 meses | 80-90 cm (31-35 in).                                                               | 5-8 cm (2,0- 3,1 in) al año.  | 9-13 kg (20-29 lb).                                                  | 130–250 g al mes.     | 22 a 40.                             | Temperatura corporal.        | 80 a 130.                         | 20/60                            |
| 2 años      | 85-95 cm (33-37 in).                                                               | 7-13 cm (2,8- 5,1 in) al año. | 12-15 kg (26-33 lb). Aproximadamente, cuatro veces su peso al nacer. | 1 kg por año.         | 20 a 35.                             | Temperatura corporal.        | 80 a 120.                         |                                  |

## Hitos por edades[11]

### 1–4meses
Desarrollo físico
- La circunferencia de la cabeza y la del pecho son casi las mismas que la del abdomen.
- El perímetro cefálico aumenta aproximadamente 2 cm (0,79 in) por mes hasta los dos meses, luego aumenta 1,5 cm (0,59 in) por mes hasta los cuatro meses.
- Su aumento es un indicador importante del crecimiento cerebral continuo.
- Continúa respirar utilizando músculos abdominales.
- La piel sigue siendo delicada y se irrita con facilidad.
- Las piernas pueden parecer ligeramente arqueadas.
- Llora con lágrimas.
- Las encías son rosadas.
- Los ojos comienzan a moverse juntos al unísono (visión binocular).
- Responde a los estímulos físicos cariñosos y delicados, favoreciendo así su desarrollo.[12]
- Expresa su malestar, hambre o sed.
- Tiene muy mala visión. Al bebé le cuesta concentrarse en los objetos y apenas puede procesar las imágenes ante sus ojos.

Desarrollo motor
- Los reflejos de búsqueda y de succión están bien desarrollados.
- El reflejo de deglución y los movimientos de lengua son inmaduros; incapacidad para mover el alimento a la parte posterior de la boca.
- Reflejo de prensión.
- El reflejo de Landau aparece hacia la mitad de este período; cuando se sujeta al bebé en decúbito prono (de forma horizontal y cara abajo), la cabeza se mantiene erguida y las piernas están completamente extendidas.
- Agarra con toda la mano; no tiene fuerza suficiente para sostener objetos. Mantiene las manos en posición abierta o semiabierta.
- Los movimientos son amplios y torpes.
- Levanta la cabeza y el tronco superior con los brazos cuando se halla en decúbito prono.
- Las mujeres tienen más coordinación sincronizada de brazos.
- Los hombres tienen más coordinación sincronizada de piernas.
- Gira la cabeza de lado a lado cuando está en decúbito supino (cara arriba); no puede mantener la cabeza hacia arriba y alineada con el cuerpo.
- La parte superior del cuerpo se vuelve más activa: junta las manos por encima de la cara, agita los brazos, intenta agarrar los objetos.
- Según Sigmund Freud, el niño se encuentra en la fase de fijación oral. La etapa de fijación oral es cuando el bebé comienza a morder y succionar.

### 4–8meses
Desarrollo físico
- Las circunferencias de cabeza y pecho son prácticamente iguales.
- El perímetro cefálico aumenta aproximadamente 1 cm (0,39 in) por mes hasta los seis o siete meses; después aumenta 0,5 cm (0,20 in) por mes. El perímetro cefálico deberá seguir aumentando a un ritmo constante, lo cual indica un crecimiento cerebral saludable y continuo.
- La fontanela posterior está cerrándose o ya completamente cerrada.
- La fontanela anterior permanece abierta.
- La respiración es abdominal; la frecuencia respiratoria depende de la actividad; la frecuencia y los patrones varían de un bebé a otro.
- Muy activo
- Los dientes pueden comenzar a aparecer, los incisivos superiores e inferiores siendo los primeros en salir. Las encías pueden ponerse rojas e hinchadas, lo que va acompañado de un aumento de la salivación y del hábito de masticar, morder y llevarse a la boca los objetos.
- Las piernas pueden parecer arqueadas; el arqueamiento (genu varo) desaparecerá gradualmente a medida que crezca el bebé.
- Aparecen michelines de grasa («grasa de bebé») en los muslos, el antebrazo y el cuello.
- Sus ojos adoptan su color definitivo.

Desarrollo motor
- Su conducta refleja cambia:
- El reflejo de parpadeo se produce naturalmente.
- El reflejo de succión se vuelve voluntario.
- El reflejo de Moro desaparece.
- Cuando el bebé desciende («se le deja caer») repentinamente, este estira los brazos a modo de protección.
- El reflejo de deglución aparece y este le permite al bebé desplazar los alimentos sólidos desde la parte frontal de la boca hasta la garganta para tragárselos.
- Agarra los objetos usando un dedo y el pulgar (agarre de pinza).
- Coge los objetos con ambos brazos simultáneamente; más adelante, los cogerá con una mano u otra.
- Transfiere los objetos de una mano a la otra; agarra el objeto utilizando toda la mano (prensión palmar).
- Manipula, agita y aporrea objetos; se lleva todo a la boca.
- Es capaz de sostener la botella.
- Logra sentarse por sí solo, manteniendo la cabeza erguida, la espalda estirada y los brazos echados hacia adelante a modo de apoyo.
- Se coloca por sí solo en posición de gateo levantándose sobre brazos y recogiendo las rodillas por debajo del cuerpo; se mece hacia delante y hacia atrás, pero generalmente no se desplaza adelante.
- Levanta la cabeza cuando está boca arriba.
- Consigue rodar sobre sí mismo para pasar de estar de espaldas a estar boca arriba.
- Puede comenzar a deslizarse hacia atrás cuando se le coloca sobre el estómago; pronto empezará a arrastrarse hacia adelante.
- Busca los objetos caídos a los 7 meses.
- Juega al escondite («cucu-trás»).
- Todavía no logra entender las palabras «no» o «peligro».[14]

### 8–12meses
Desarrollo físico
- La frecuencia respiratoria varía según la actividad.
- Las condiciones ambientales, el clima, la actividad y la ropa siguen afectando a los cambios de temperatura corporal.
- La circunferencia de la cabeza y del pecho permanecen igual.
- La fontanela anterior comienza a cerrarse.
- Sigue usando los músculos abdominales para respirar.
- Aparecen más dientes. A menudo, aparecen en el orden siguiente: dos incisivos inferiores, dos incisivos superiores, cuatro incisivos más y dos molares inferiores. Sin embargo, algunos bebés aún pueden estar esperando su primer diente.
- Los brazos y las manos están más desarrollados que los pies y las piernas (principio cefalocaudal); las manos parecen grandes en proporción a otras partes del cuerpo.
- Las piernas pueden seguir pareciendo arqueadas.
- La «grasa de bebé» sigue presente en muslos, antebrazos y cuello.
- Los pies parecen planos ya que el arco aún no se ha desarrollado completamente.
- Ambos ojos trabajan al unísono (coordinación binocular definitiva).
- Puede ver objetos lejanos (a una distancia de 4 a 6 m o de 13 a 20 ft) y los señala.

Desarrollo motor
- Intenta agarrar con una sola mano los objetos o juguetes que se le ofrecen.
- El control de la presión ejercida empieza alrededor de los 8 meses.
- Manipula los objetos, moviéndolos de una mano a la otra.
- Explora los objetos nuevos hurgándolos con un dedo.
- A los 8 meses ajustan la presión que ejercen a partir del tacto. Todavía no la controlan a través de lo que perciben visualmente.
- Tras 9 meses alcanzando y agarrando cosas, los bebés empiezan a reconocer las señales visuales.
- Utiliza de forma deliberada el agarre de pinza para coger objetos pequeños, juguetes y alimentos que pueden comerse con las manos.
- Apila los objetos; también los coloca unos dentro de otros.
- Suelta los objetos o juguetes dejándolos caer o lanzándolos; no puede dejar un objeto en el suelo intencionalmente ya que, a los ocho meses, los bebés no interpretan la información transmitida por los estímulos visuales al agarrar un objeto.
- Empieza a intentar ponerse de pie.
- Empieza a levantarse solo, apoyándose sobre los muebles para sujetarse; se mueve alrededor de los obstáculos desplazándose lateralmente.
- Tiene buen equilibrio al sentarse; puede cambiar de posición sin caerse.
- Gatea apoyándose sobre las manos y las rodillas; sube y baja escaleras arrastrándose.
- Las articulaciones de la cadera y la rodilla presentan una movilidad más limitada que la de las articulaciones del hombro y del codo, lo que demuestra que las habilidades motoras se desarrollan siguiendo el principio cefalocaudal.
- El rango de movimiento de las articulaciones disminuye a medida que aumenta la edad.
- Si comparamos ambas extremidades, las articulaciones de cadera y rodilla están más unidas que las del hombro y el codo. Esto puede deberse al peso que soportan las articulaciones de cadera y rodilla para mantenerse de pie y caminar.
- Camina con ayuda, sujetándose a las manos de un adulto; puede empezar a caminar solo.
- Al caminar solo, dará pasos inconsistentes, se agarrará a objetos para mantener el equilibrio y dará algunos pasos sin caerse.
- Camina normalmente con la intención de explorar el entorno y no necesariamente para alcanzar un cometido, un objetivo u un objeto específico.
- Observa a las personas, a los objetos y las actividades de su entorno inmediato.
- Responde a las pruebas de audición (localización auditiva). Sin embargo, pierde el interés rápidamente y, por lo tanto, puede resultar difícil completar un prueba formal.
- Reconoce los objetos al revés.
- Tira objetos de forma intencionada y repite la acción, a la vez que los observa.
- Imita actividades como la de tocar un tambor.
- Comienza a desarrollar el lenguaje expresivo en lugar del receptivo. En otras palabras, el niño realmente responde a lo que se les dice en vez de limitarse a escuchar y observar la interacción.[15]

### Infante (12–24meses)
Desarrollo físico
- Al año, el peso del niño equivale aproximadamente al triple de los que pesaba al nacer.
- La frecuencia respiratoria varía según el estado emocional y la actividad.
- La velocidad de crecimiento disminuye.
- El tamaño de la cabeza aumenta lentamente; crece aproximadamente 1.3 cm (0.51 in) cada seis meses. A medida que los huesos del cráneo se engrosan, se cumplen los dieciocho meses y la fontanela anterior está casi cerrada.
- Por lo general, la fontanela anterior estará casi o completamente cerrada a mediados de este año.
- El perímetro torácico es mayor que el perímetro cefálico.
- Las piernas aún pueden parecer arqueadas.
- El infante comenzará a perder la «grasa de bebé» una vez que empiece a caminar.
- Cambia su forma corporal; adquiere un aspecto más adulto; el tronco superior todavía se ve regordete; el abdomen sobresale, la espalda está arqueada.

Desarrollo motor
- Gatea de forma hábil y rápida.
- Se aguanta de pie con las piernas separadas y rígidas, a la vez que extiende los brazos para sujetarse.
- Consigue ponerse en pie sin ayuda.
- La mayoría de los niños logran caminar sin ayuda hacia el final de este período; se caen a menudo; no siempre saben cómo manejar obstáculos como muebles o juguetes.
- Inicialmente, los niños aprenden a controlar la fuerza muscular necesaria para caminar de modo que reconozcan como ahorrar energía. Poco después, los niños aprenden a ajustar el tejido muscular para mantenerse en equilibrio.
- Se apoya en los muebles para echarse al suelo; se deja caer hacia atrás para sentarse o se echa hacia adelante apoyándose sobre las manos y luego se sienta.
- Le gusta caminar al mismo tiempo que empuja o tira de algún juguete.
- Repite la acción de coger y tirar objetos; cada vez es más consciente del punto hacia donde los tira.
- Intenta correr; le cuesta detenerse y suele acabar cayéndose al suelo.
- Gatea sobre sus cuatro extremidades para subir las escaleras y baja las escaleras de la misma manera.
- Se sienta en una silla pequeña.
- Lleva los juguetes de un lugar a otro.
- Le gusta garabatear con lápices y rotuladores; dibuja moviendo todo el brazo.
- Colabora comiendo por sí solo; disfruta sosteniendo una cuchara (a menudo boca abajo) y bebiendo de un vaso o taza. No siempre acierta al meterse los utensilios en la boca, por lo que se prevé que derrame comida a menudo.
- Ayuda a pasar las páginas de los libros.
- Apila entre dos y seis objetos al día.

Desarrollo cognitivo
- Participa en juegos en los que debe encontrar un objeto escondido.
- Cuando empiece a jugar, el niño siempre irá a buscar los objetos escondidos en la misma ubicación (si el niño ha visto cómo se escondía ahí). Más adelante, el niño se pondrá a buscarlos en distintos lugares.
- Cambia el juguete de mano cuando se le ofrece un segundo objeto ( a esto se le denomina «cruce de la línea media», una importante etapa del desarrollo neurológico).
- Manipula entre tres y cuatro objetos (los intercambia). Deja los que no usa de lado (sobre su regazo o el suelo) cuando se le ofrece un juguete nuevo.
- Se pone los juguetes en la boca con menos frecuencia.
- Le gusta ojear libros con imágenes.
- Demuestra que entiende las relaciones instrumentales medio-fines (objetos que se utilizan juntos): mete la cuchara en el tazón y, seguidamente, la usa como si estuviese comiendo; coloca la  taza sobre el platillo y sorbe de la taza; cuando juega intenta colocar a su muñeco como si estuviese de pie.
- Muestra u ofrece juguetes a otra persona para que los miren.
- Nombra muchos objetos cotidianos.
- Demuestra una comprensión en aumento de la percepción espacial y de forma: coloca todas las clavijas en el tablero; encaja tres formas geométricas en un tablero con formas o un rompecabezas.
- Mete cosas pequeñas (como bloques, pinzas de la ropa o cereales) en algún recipiente o botella y luego lo vacía. Intenta hacer funcionar los objetos mecánicos tras ver a otra persona hacerlo.
- Responde con algún movimiento facial, pero realmente no puede imitar expresiones faciales.
- La mayoría de los casos de autismo se diagnostican a esta edad.

Desarrollo lingüístico
- Produce un volumen considerable de «jerga»: une palabras y sonidos formando patrones similares a los del discurso (flexión lingüística).
- Habla holofrástica: transmite íntegramente sus pensamientos mediante una sola palabra. Su significado depende de la flexión (puede usar «yo» para solicitar más galletas o expresar sus ganas de alimentarse). Más adelante, transmite íntegramente sus pensamientos mediante frases de dos palabra (habla telegráfica): «Más galleta», «Adiós papá».
- Sigue instrucciones simples como «Dale la taza a papá».
- Si se le pregunta sobre personas, animales o juguetes familiares, los señalará.
- Logra identificar tres partes cuerpo si alguien los nombra: «¿Dónde está tu nariz (dedo, oreja)?».
- Indica algunos objetos y actividades deseados por su nombre: «Adiós», «galleta». Su solicitud verbal suele ir acompañada de gestos de insistencia.
- Contesta a preguntas simples mediante las palabras «sí» o «no» y mediante los gestos adecuados con la cabeza.
- El habla es inteligible entre un 25 y un 50 por ciento durante este periodo.
- Localiza los objetos familiares cuando se le pide (si el niño conoce la ubicación de los objetos).
- Aprende y utiliza de cinco a cincuenta palabras. Generalmente son palabras para denominar animales, alimentos y juguetes.
- Utiliza gestos, como señalar o tirar de algo, para atraer la atención de los adultos.
- Le gustan las rimas y las canciones; intenta participar.
- Parece ser consciente de los aspectos recíprocos (mensaje y respuesta) de las interacciones orales. Se interesa por otros tipos de intercambios orales, como hacer e imitar sonidos.

Desarrollo social
- Recela más de los extraños.
- Ayuda a recoger y guardar los juguetes.
- Juega por su cuenta.
- Le gusta que lo lleven en brazos y que le lean.
- A menudo imita las acciones de los adultos cuando juega.
- Disfruta de la atención que recibe de los adultos; le gusta saber que hay un adulto cerca; da abrazos y besos.
- Se reconoce en el espejo.
- Le gusta estar acompañado de otros niños, pero no juega conjuntamente.
- Comienza a mostrar cierta independencia; a menudo se niega a cooperar en las rutinas diarias que antes le resultaban agradables. Se resiste a la hora de vestirse, ponerse los zapatos, comer, tomar un baño, etc. Quiere intentar hacer cosas sin ayuda.
- Puede tener un rabieta cuando las cosas no le salen bien o se encuentra extremadamente cansado o frustrado.
- Muestra una curiosidad extrema hacia las personas y los alrededores. Es necesario vigilarlo atentamente para evitar que se meta en situaciones peligrosas.

Desarrollo de la marcha 
- Los niños pequeños (12 meses) tienen el mediopié más ancho que los niños más mayores (24 meses).
- El área de contacto del pie se irá creciendo a medida que vaya andando.
- La fuerza máxima del pie irá aumentando.
- La presión plantar máxima aumenta.
- La integral de la fuerza con respecto al tiempo aumenta por todo, menos en el mediopié.
- Los dedos laterales no muestran un patrón en el desarrollo de la marcha.
- Mientras los parámetros de carga del pie aumentan en general, el mediopié se desarrolla de manera opuesta a las otras regiones del pie.

### 2 años
Desarrollo físico
- Su postura está más erguida. Su abdomen todavía es grande y sigue sobresaliendo, y tiene la espalda arqueada porque los músculos abdominales todavía no están completamente desarrollados.
- Su respiración es lenta y regular.
- La temperatura corporal sigue cambiando dependiendo de la actividad, el estado emocional y las condiciones ambientales.
- El cerebro alcanza alrededor del 80% de su tamaño adulto.
- Casi les han salido 16 dientes de leche.

Desarrollo motor
- Logra caminar evitando los obstáculos y más derecho.
- Se pone en cuclillas durante largos períodos de tiempo mientras juega.
- Sube las escaleras sin ayuda (pero sin alternar los pies).
- Mantiene el equilibrio sobre una pierna (durante ratos cortos) y salta arriba y abajo, pero puede que se caiga.
- Suelen aprender a usar el baño durante este año (dependiendo del desarrollo físico y neurológico del niño), aunque todavía se prevé que puedan ocurrir accidentes; el niño demostrará estar listo para aprender a usar el inodoro.
- Consigue lanzar una pelota grande de abajo a arriba (sin levantar el hombro) sin perder el equilibrio. Puede sostener una taza o un vaso con una sola mano. Puede desabotonar ropa de botones grandes y abrir cremalleras de tamaño grande.
- Abre puertas girando el pomo.
- Agarra lápices anchos con el puño; hace garabatos.
- Se sube a las sillas de frente; luego se gira y se sienta.
- Apila entre cuatro y seis objetos uno encima de otro.
- Usa los pies para impulsarse sentado sobre los juguetes con ruedas.
- Es muy probable que esté en la etapa emergente de aprender a correr.

Desarrollo cognitivo
- La coordinación mano-ojo mejora; puede acoplar objetos y separarlos; encaja las clavijas gordas en el tablero.
- Comienza a usar objetos con fines distintos de los previstos (puede empujar un bloque alrededor como si fuese un barco).
- Realiza tareas de clasificación simples basadas en una sola dimensión (separa los dinosaurios de los coches de juguete).
- Parece fascinado por, o absorto en, comprender lo que ocurre: hacia dónde ha rodado la pelota de tenis, a dónde se fue el perro, qué ha producido un ruido en particular.
- Presta atención durante períodos de tiempo más largos cuando escoge las actividades. Descubre el fenómeno causa-efecto: si aprieta al gato, este le araña.
- Recuerda donde se suelen encontrar las personas familiares; se da cuenta de su ausencia; cuando busca un objeto oculto, registra el último sitio donde estaba escondido. (Esto es lo que Piaget denomina permanencia de objeto denominado, que generalmente ocurre durante la etapa sensorimotora de la teoría del desarrollo cognitivo infantil de Piaget).
- Nombra los objetos familiares.
- Identifica, expresa y localiza el dolor.
- Se prevé que aparezca el «pensamiento mágico» para explicar las relaciones causales entre acciones y eventos.
- Habla sobre objetos y eventos no presentes en ese momento (esto se considera un avance cognitivo y lingüístico).
- Demuestra más curiosidad por el mundo.

Desarrollo lingüístico
- Le gusta participar mientras le leen.
- Se da cuenta de que usar el lenguaje es eficaz para obtener las respuestas deseadas.
- Utiliza de cincuenta a trescientas palabras; su vocabulario aumenta continuamente.
- Ha descifrado el código lingüístico o, en otras palabras, la forma de hablar de un niño de dos años es comprensible la mayoría de las veces.
- El lenguaje receptivo está más desarrollado que el lenguaje expresivo; la mayoría de los niños de dos años entienden significativamente más de lo que pueden hablar.
- Pronuncia frases de tres y cuatro palabras; coloca las palabras en el orden convencional para formar oraciones más completas.
- Se refiere a sí mismo mediante el uso «mi» o a veces «yo» en lugar de por su nombre: «Yo voy, adiós»; no tiene problemas para verbalizar «mío».
- Expresa la negación añadiendo una palabra negativa como «no»: «No más leche».
- Usa el plural a veces.
- El tartamudeo y las disfluencias varias son frecuentes.
- Entre el 65 y el 70 por ciento del habla es inteligible.
- Es capaz de verbalizar sus necesidades.
- Formula muchas preguntas.
- Puede que use algunos pronombres.

Desarrollo social y emocional
- Muestra signos de empatía y preocupación: conforta a otro niño si se hace daño o está asustado. A veces puede mostrarse demasiado afectuoso dando muchos abrazos y besos al otro niño.
- Continúa utilizando la agresión física cuando se frustra o se enfada (en algunos niños, esta conducta es más exagerada que en otros). Generalmente, la agresión física disminuye a medida que mejoran las habilidades lingüísticas.
- Seguramente alcanzará el pico máximo de rabietas durante este año; es extremadamente difícil razonar con el niño durante un berrinche.
- Es impaciente; le cuesta aguantar la espera o respetar los turnos.
- Le gusta «ayudar» en las tareas domésticas. Imita las actividades cotidianas: puede que intente enseñar a un peluche a ir al baño o que haga como que alimenta a un muñeco.
- «Mandón» con los padres y cuidadores; les da órdenes, exige cosas y  espera que los adultos lo hagan inmediatamente.
- Observa e imita el juego de otros niños, pero rara vez interactúa directamente. Juega cerca de otros, a menudo escogiendo juguetes y actividades similares (juego paralelo). El juego individual suele ser simple y repetitivo.[18][19]
- Ofrece juguetes a otros niños, pero suele ser posesivo con aquellos con los que está jugando; todavía tiende a acaparar juguetes.
- Tomar decisiones es difícil; lo quiere de ambos modos.
- Se muestra desafiante a menudo; grita «no» de forma automática.
- Conducta ritualista: lo quiere todo «así», las rutinas deben seguirse como «siempre» (antes), sus pertenencias deben colocarse «en su sitio».

### 3 años
Desarrollo físico
- Crece de forma constante, aunque más lenta que en los dos primeros años.
- Se puede calcular la altura que alcanzará el niño de adulto a partir de la altura que mide a la edad de tres años. Para los hombres corresponde aproximadamente el 53 % de su estatura adulta y para las mujeres corresponde al 57 %.
- Las piernas crecen más rápido que los brazos.
- La circunferencia de la cabeza y la del pecho son iguales; el tamaño de la cabeza está mejor proporcionado en relación con el cuerpo.
- La «grasa de bebé» desaparece a medida que se prolonga el cuello.
- Tiene la espalda más recta y el abdomen ya no sobresale.
- Ligeramente patizambo rodilla valga.
- Puede saltar impulsándose de arriba abajo.
- Puede ponerse sobre la punta de los pies y andar de puntillas.
- Todos los dientes de leche han salido.
- Necesita consumir aproximadamente 6 300 kJ (1 500 kcal) diarios.

Desarrollo motor
- Sube y baja las escaleras sin ayuda, alternando las piernas; puede saltar desde el último escalón, aterrizando sobre ambos pies.
- Puede aguantarse en equilibrio sobre un pie brevemente.
- Puede patear objetos en forma de bola grandes.
- Apenas necesita ayuda para comer.
- Salta sobre sí mismo con los dos pies.
- Puede caminar sin ayuda.
- Se inclina sin caerse.
- Sube sin problemas sobre otros objetos.
- Comienza a correr sin dificultades, flexionando la rodilla para aguantar el peso corporal.
- Controla por completo sus pies al correr.
- Puede pedalear sobre un pequeño triciclo.
- Pueda lanzar una pelota por encima de su cabeza; su puntería y alcance son limitados.
- Puede coger una pelota grande que bota con ambos brazos extendidos.
- Le gusta el balanceo de los columpios.
- Mejora en el uso de lápices y rotuladores; garabatea en dirección vertical, horizontal y circular.
- Sujeta los lápices y rotuladores con los dos primeros dedos de la mano y el pulgar (pinza trípode), no con el puño como antes.
- Puede girar las páginas de un libro de una en una.
- Le gusta jugar a construir con bloques de juguete.
- Construye una torre de ocho o más bloques.
- Le gusta jugar con plastilina; apretarla, moldearla y enroscarla.
- Puede comenzar a mostrar su mano dominante.
- Puede desplazarse con un recipiente lleno de líquidos, como una taza con leche o un bol con agua, sin derramar mucho el contenido; puede verter líquidos de una jarra a otro recipiente.
- Puede manipular ropa con cremalleras y botones grandes.
- Se lava y se seca las manos. Se lava los dientes, pero no a fondo.
- Generalmente, logran el control total de la vejiga durante este período.

Desarrollo cognitivo
- Escucha atentamente si le cuentan historias adecuadas a su edad.
- Hace comentarios relevantes durante la narración de historias, especialmente si están relacionadas con eventos domésticos y familiares.
- Es posible que mire libros y que pretenda que se los lee a otros o que les explique las imágenes.
- Disfruta de las historias con acertijos, adivinanzas y «suspense».
- El habla es comprensible la mayor parte del tiempo.
- Formula sintagmas nominales con adyacentes: «perro marrón grande».
- Utiliza verbos posesivos (pronominales); utiliza la terminación «-s» para indicar el plural.
- Indica la negación al insertar «no» delante de un sustantivo o una frase verbal: «No bebé».
- Responde a las preguntas «¿Qué haces?» y «¿Qué es esto?», y a preguntas con el adverbio «dónde» cuando estas están relacionadas con objetos y eventos familiares.

### 4 años
Desarrollo físico
- Por norma general, después de los tres años ya no se mide el perímetro cefálico .
- Necesita consumir aproximadamente 7 100 kJ (1 700 kcal) diarios.
- La agudeza auditiva puede valorarse comprobando si el niño emplea correctamente los sonidos y el lenguaje. E, igualmente, puede evaluarse revisando si el niño responde adecuadamente a las preguntas e instrucciones.

Desarrollo motor
- Camina una línea recta (sigue una línea trazada en el suelo).
- Salta sobre un pie.
- Logra guiar su juguete con ruedas con confianza a la vez que pedalea; toma las curvas y evita los obstáculos y el «tráfico» que se le aproxima.
- Trepa sobre las escaleras de manos, los árboles y los equipos de las zonas de juego.
- Salta por encima de objetos de 12 a 15 cm (5 a 6 in) de altura; aterriza con ambos pies a la vez.
- Arranca a correr, se detiene y se desplaza entre obstáculos con facilidad.
- Cuando corre mueve sus brazos para incrementar su velocidad de carrera.
- Pueda lanzar una pelota por encima de su cabeza; su puntería y alcance mejoran.
- Construye una torre con diez o más bloques.
- Moldea formas y objetos con la plastilina: galletas, serpientes, animales sencillos.
- Reproduce algunas formas y letras.
- Sujeta los lápices y rotuladores mediante la pinza trípode.
- Pinta y dibuja con un propósito; puede tener una idea en mente, pero a menudo le cuesta plasmarlas así que renombra su creación como otra cosa.
- Acierta más al golpear chinchetas y clavijas con el martillo.
- Enhebra pequeñas cuentas de madera en una cuerda.
- Puede correr en círculos.
- Puede saltar.

Desarrollo cognitivo
- Se da cuenta de que ciertas palabras suenan similares.
- Puede nombrar y escribir entre 18 y 20 letras en mayúsculas. En algunos casos también pueden escribir su nombre.
- Unos pocos niños han empezado a leer libros fáciles, como libros sobre el alfabeto con apenas unas pocas palabras por página y muchas imágenes.
- Le gustan las historias sobre cómo crecen y cómo funcionan las cosas.
- Le encantan los juegos de palabras, inventa un lenguaje divertido.
- Comprende los conceptos «alto», «grande», «igual» y «más»; seleccionará las imágenes que tienen «más casas» o los «perros más grandes».
- Cuenta hasta 20 o más de cabeza.
- Comprende la secuencia de eventos diarios: «Cuando nos levantamos por la mañana, nos vestimos, desayunamos, nos cepillamos los dientes y vamos a la escuela».
- Al mirar imágenes, puede reconocer e identificar partes del rompecabezas faltantes (de personas, automóviles, animales).
- Son muy buenos narradores.
- Cuenta de 1 a 7 objetos en voz alta, pero no siempre en orden.
- Sigue instrucciones de dos a tres pasos dadas individualmente o en un grupo.
- Puede equivocarse con los tiempo y las desinencias verbales.

Desarrollo lingüístico
- Usa las preposiciones «sobre», «en» y «bajo».
- Usa posesivos constantemente: «su», «mis», «del bebé».
- Contesta a «¿De quién?», «¿Quién?», «¿Por qué?» y «¿Cuánto/s?».
- Formula oraciones de estructura más complejas: «El gato se escondió debajo de la casa antes de que pudiese ver de qué color es».
- El habla es casi totalmente inteligible.
- Comienza a conjugar los verbos en pasado correctamente : «Mamá cerró la puerta», «Papá fue a trabajar».
- Hace referencias a actividades, eventos, objetos y personas que no pertenecen al presente.
- Cambia su tono de voz y la estructura oracional para adaptarse al nivel de comprensión del receptor: dirigiéndose a su hermano pequeño, «¿Leche desapareció?» Dirigiéndose a su madre, ¿Se ha bebido toda la leche?
- Sabe decir su nombre y apellidos, su género, los nombres de sus hermanos, y a veces el número de teléfono de su casa o de algún familiar.
- Responde adecuadamente cuando se le pregunta qué hacer si se encuentra cansado, con frío o hambre. Recita y canta canciones sencillas y rimas.

Desarrollo social
- Extrovertido, amigable. Demasiado entusiasta a veces.
- Los estados de ánimo cambian rápida e imprevisiblemente; está riéndose un minuto y llorando al siguiente. Pilla rabietas si se frustra en lo más mínimo (por ej., una torre de bloques que no se sostiene); se enfurruña si se le excluye.
- Los amigos o compañeros de juego imaginarios no son inusuales; mantiene conversaciones y comparte emociones fuertes con su amigo invisible.
- Se jacta, exagera y distorsiona la realidad mediante historias inventadas o afirmaciones descaradas; pone a prueba los límites usando palabras «inapropiadas» (caca, pedo, pis, etc.).
- Coopera con los demás; participa en actividades grupales.
- Se muestra orgulloso cuando logra algo; busca frecuentemente la aprobación de los adultos.
- Se comporta de forma egoísta a menudo; no siempre respeta los turnos ni entiende que deben turnarse en ciertas ocasiones; chismorrea sobre otros niños.
- Insiste en tratar de hacer las cosas independientemente, pero puede acabar frustrándose y teniendo un berrinche si surgen problemas en la ejecución: pintura que gotea, no lograr plegar un avión de papel correctamente.
- Le gustan los juegos de rol y simular que hace ciertas actividades.
- Recurre (la mayoría de las veces) a la agresión verbal en lugar de la física; expresará su punto de vista mediante gritos en lugar de golpes, lanza amenazas: «No puedes venir a mi fiesta de cumpleaños».
- Utilizan a menudo los insultos y las burlas como forma de exclusión hacia otros niños.
- Puede ser mandón a veces, mandando callar a sus padres o exigiendo a sus amigos «Venid aquí ahora mismo».
- Establece relaciones estrechas con sus compañeros de juego; empieza a tener «mejores» amigos.
- Comienza a hacer preguntas sobre su propio cuerpo y sobre el de los otros.[23]
- Puede que intente ver a otras personas desnudas en los baños.
- Puede que empiece a explorar y a tocar sus genitales.

### 5 años
Desarrollo físico
- El tamaño de la cabeza es aproximadamente como el de un adulto.
- Puede que comience a perder los dientes (temporales) de leche.
- En proporción, el cuerpo es similar al de un adulto.
- Necesita consumir aproximadamente 7 500 kJ (1 800 kcal) diarios.
- El rastreo visual y la visión binocular están bien desarrollados.

Desarrollo motor
- Puede camina hacia atrás, pisada de dedos a talón.
- Sube y baja las escaleras alternando los pies y por su cuenta.
- Puede aprender a dar volteretas (se le debe enseñar cómo se hacen correctamente para evitar lesiones).
- Puede llegar a tocarse los dedos sin flexionar las rodillas.
- Puede cruzar una barra de equilibrio.
- Aprende a saltar alternando los pies.
- Agarra una pelota lanzada a 1 m (3.3 ft) de distancia.
- Puede conducir un triciclo u otros juguetes de ruedas con destreza y rapidez; algunos niños están aprendiendo a rodar en bicicleta, generalmente con ruedines.
- Salta o brinca hacia adelante diez veces seguidas sin caerse.
- Aguanta en equilibrio sobre una pierna (cualquiera de ellas) durante unos diez segundos.
- Construye estructuras tridimensionales con bloques de construcción pequeños tomando un modelo o una imagen como referencia.
- Reproduce muchas formas y letras: un cuadrado, un triángulo o las letras A, I, O, U, C, H, L y T.
- Muestra un control relativamente bueno con el lápiz o del rotulador; puede que empiece a colorear dentro de las líneas.
- Recorta siguiendo las líneas con las tijeras (no perfectamente).
- Se confirma claramente cual es la mano dominante.

Desarrollo cognitivo
- Forma un rectángulo a partir de dos recortes triangulares.
- Construye escalones con bloques de construcción.
- Comprende los conceptos de misma forma y de mismo tamaño.
- Ordena los objetos con base en dos dimensiones, como son su color y su forma.
- Ordena una variedad de objetos de modo que todas las cosas de un grupo tengan una sola característica común (habilidades de clasificación: todos los artículos son comida, o barcos, o animales).
- Comprende los conceptos de «el más pequeño» y «el más bajo»; coloca los objetos en orden de más bajo a más alto, y de más pequeño a más grande.
- Identifican objetos con una posición seriada especificada: primero, segundo, último.
- Cuenta de 20 hacia delante; muchos niños pueden contar hasta 100.
- Reconoce la grafía de los números de 1 a 10.
- Comprende los conceptos de menos que: «¿Cuál de los dos boles tiene menos agua?»
- Comprende los términos oscuridad, luz y temprano: «Me levanté temprano, antes que nadie. Todavía estaba oscuro».
- Asocia lo que marca el reloj con las actividades diarias: «Es hora de encender la televisión cuando la aguja pequeña apunta al 5».
- Algunos niños pueden leer las horas en punto: las cinco en punto, las dos en punto.
- Saben para qué sirve un calendario.
- Reconoce e identifica las monedas; comienza a contar y ahorrar dinero.
- Muchos niños conocen el alfabeto y pueden reconocer las letras ya estén en mayúsculas o en minúsculas.
- Comprende el concepto de mitad; puede decir cuántas piezas tiene un objeto cuando ha sido cortado por la mitad.
- Hace innumerables preguntas: ¿Por qué? ¿Qué? ¿Dónde? ¿Cuándo? ¿Cómo? ¿Quién?
- Ansioso por aprender cosas nuevas. Curioso e inquisitivo.

Desarrollo lingüístico
- Posee un vocabulario de más de 1 500 palabras.
- Puede contar una historia conocida mientras observa las imágenes del libro.
- Define palabras simples por su función: una pelota se hace rebotar; las camas son para dormir en ellas.
- Identifica y puede nombrar de cuatro a ocho colores.
- Identifica el humor si le cuentan chistes simples; inventa chistes y adivinanzas.
- Produce oraciones de cinco a siete palabras; no es inusual que use oraciones mucho más largas.
- Sabe decir el nombre de su propia ciudad o pueblo, su cumpleañosy los nombres de sus padres.
- Contesta al teléfono de forma apropiada; llama por teléfono a algunas personas y puede tomar recados breves.
- El habla es gramaticalmente correcta casi en su totalidad.
- Usa «deber» y «tener que» apropiadamente.
- Identifica y usa verbos irregulares coherentemente: «fui», «mido», «nací».
- Utiliza la inflexión del participio de manera apropiada: «saltado», «llovido», «lavado».

Desarrollo social
- Disfruta de la compañía de sus amigos y suele compartir más tiempo con uno o dos de sus amigos en concreto.
- Coopera durante el juego (puede tener algún desliz), es generoso, respeta los turnos, comparte sus juguetes.
- Participa en el juego grupal y en las actividades compartidas con otros niños; sugiere ideas de juego imaginativas y elaboradas.
- Muestra afecto y preocupación hacia otros, especialmente hacia los «pequeños» o hacia aquellos que sufren.
- Se muestra generalmente sumiso ante las solicitudes de sus padres o cuidadores.
- Necesita que los adultos le consuelen y lo tranquilicen, pero está menos dispuesto a recibir consuelo.
- Tiene mejor autocontrol sobre sus cambios de humor.
- Le gusta entretener a la gente y hacerles reír.
- Disfruta conversando con otras personas.
- Presume de sus logros.
- No es inusual que tenga un amigo imaginario

### 6 años
Desarrollo físico
- El aumento de peso refleja un incremento significativo de masa muscular.
- La frecuencia cardíaca y la respiratoria se aproximan bastante a la de los adultos.
- El cuerpo puede parecer algo desgarbado debido a su rápido crecimiento.
- Los dientes de leche comienzan a ser reemplazados por los dientes permanentes, empezando por los dos incisivos inferiores.
- Su agudeza visual ronda el 0,0 en la escala de logMAR. Consulte con un profesional si es superior a 0,3.
- El problema de vista más común durante la infancia media es la miopía o dificultad para ver de lejos.[4]
- Necesita consumir entre 6 700 y 7 100 kJ (1 600 y 1 700 kcal) diarios.

Desarrollo motor
- Obtiene un mayor control sobre sus habilidades motoras gruesas y finas; los movimientos son más precisos y deliberados, aunque persiste cierta torpeza.
- Disfruta corriendo de forma enérgica, saltando, trepando, lanzando, etc.
- Tiene problemas para permanecer tranquilo en un sitio.
- Su capacidad de atención aumenta; se concentra en las tareas durante períodos más largos.
- Puede esforzarse en concentrarse, pero no siempre consigue mantenerla de manera constante.
- Tiene nociones temporales (hoy, mañana, ayer) y algunas nociones sobre el movimiento (algunas cosas son más rápidas que otras).
- Recuerda las estaciones y las actividades importantes asociadas a ciertos períodos de tiempo.
- Se divierte resolviendo problemas y haciendo actividades de ordenar como los bloques de construcción, los puzles y los laberintos.
- Disfruta del desafío de los rompecabezas, de las actividades de conteo y clasificación, de los laberintos en papel, y de los juegos que implican emparejar letras y palabras con imágenes.
- Reconoce algunas palabras al verlas; intenta pronunciar las palabras
- En algunos casos, puede que el niño ya lea bien.
- Su desempeño facilita su aprendizaje para montar en bicicleta, nadar, golpear con un bate o patear una pelota.
- Disfruta fabricando cosas.
- Invierte o confunde ciertas letras: b/d, p/g, g/q, t/f.
- Es capaz de dibujar objetos.
- Dobla y corta formas simples en papel.
- Puede anudar lazos, cordones (por ej., sus zapatos).

Desarrollo lingüístico
- Puede diferenciar la mano derecha de la izquierda sistemáticamente.
- Se aferra a creencias positivas asociadas a lo inexplicable (magia o fantasía).
- Entiende hasta cierto punto lo que es la muerte y lo que implica morir; dice tener miedo de que sus padres se puedan morir.
- Habla mucho.
- Le encanta contar chistes y adivinanzas. A menudo, su sentido del humor está lejos de ser sutil.
- Prueba a decir palabras vulgares y palabrotas y lo encuentra gracioso.
- Entusiasta e inquisitivo sobre su entorno y los acontecimientos cotidianos.
- Es capaz de mantener conversaciones como los adultos; hace muchas preguntas.
- Aprende entre 5 y 10 palabras al día. Posee un vocabulario de 10 000 a 14 000 palabras.
- Utiliza correctamente los tiempos verbales, ordena las palabras adecuadamente y respeta la estructura de las oraciones.

Desarrollo social y emocional
- Utiliza el lenguaje en lugar de los berrinches o la agresión física para expresar su descontento: «¡Es mío! Devuélvemelo, so tonto».
- Se instruye a sí mismo sobre los paso que debe seguir cuando necesita afrontar problemas simples (aunque su «lógica» puede no quedar tan clara a los adultos).
- Dependiendo del día, su carácter cambia al relacionarse con el cuidador primario.
- No depende tanto de la relación amistosa con sus padres, pero todavía necesita cercanía y cariño.
- Ansía complacer a los demás; necesita y busca la aprobación de los adultos, que le conforten y le elogien; puede que se queje de forma exagerada si se hace daño (lesiones menores) para que le presten más atención.
- A menudo no puede ver las cosas desde el punto de vista de otros.
- Cuando percibe sus errores, el niño puede sentirse decepcionado y frustrado fácilmente.
- No sabe manejar las cosas cuando no salen según lo esperado.
- No entiende lo que son las conductas éticas ni los principios morales, especialmente cuando hace cosas que no tienen reglas preestablecidas.
- Se da cuenta de cuando los demás piensan que ha sido «malo»; sus valores se basan en los valores reforzados por los demás.
- Puede que su miedo hacia lo desconocido vaya en aumento, como el miedo a la oscuridad, a ciertos ruidos o a los animales.
- Imita el comportamiento de las citas, como darse besos o ir de la mano.[23]
- Se toca sus propios genitales a propósito.

### 7 años
Desarrollo motor
- Su coordinación óculo-manual está bien desarrollada.
- Tiene un buen sentido del equilibrio.
- Es capaz de realizar movimientos básicos de gimnasia como dar volteretas.
- Puede manejar una bicicleta de entrenamiento sin pedales.[25]

Agarre para escribir
- La pinza trípode dinámica es la etapa final de la mejora en el agarre de los instrumentos para escribir.

Desarrollo lingüístico
- Su vocabulario alcanza unos cuantos miles de palabras.
- Es capaz de leer la hora.
- Comienza a entender que las palabras están formadas por sonidos.

Desarrollo social y emocional
- Muy autocrítico y dispuesto a complacer a los demás.
- Puede distinguir lo que está bien y lo que está mal.
- Aumenta su capacidad de resolución de problemas y de razonamiento.
- Puede sentir vergüenza y culpa.
- Se queja mucho y muestra fuertes cambios de humor.
- En ocasiones, se derrumba ante la menor frustración, principalmente para que le presten atención.
- Mejora su capacidad para lidiar con sus errores y fracasos.
- Inicio de la atracción/el interés sexual por sus compañeros.[23]
- Explora los genitales con otros niños de su edad. Por lo general, esta ocurrencia comienza con los niños «jugando a los médicos» o cuando dicen «enséñame el tuyo y yo te enseño el mío». Lo destacable de este suceso es que el niño muestra interés por «partes sucias», algo que se percibe como prohibido.
- Se muestra reluctante a desvestirse frente a otros y desea tener más privacidad por parte de sus padres.

### 8 años
Desarrollo motor
- Tiene un buen control de los dedos de la mano.
- Su fuerza física y su resistencia está aumentando.
- Es capaz de mantener una conversación casi del mismo nivel que la de un adulto.
- Desea entender cómo y por qué funcionan las cosas.
- Muestra habilidades de razonamiento claras y lógicas.
- Manifiesta una clara preferencia por ciertas asignaturas y actividades.

Habilidades lingüísticas
- Le gusta leer.

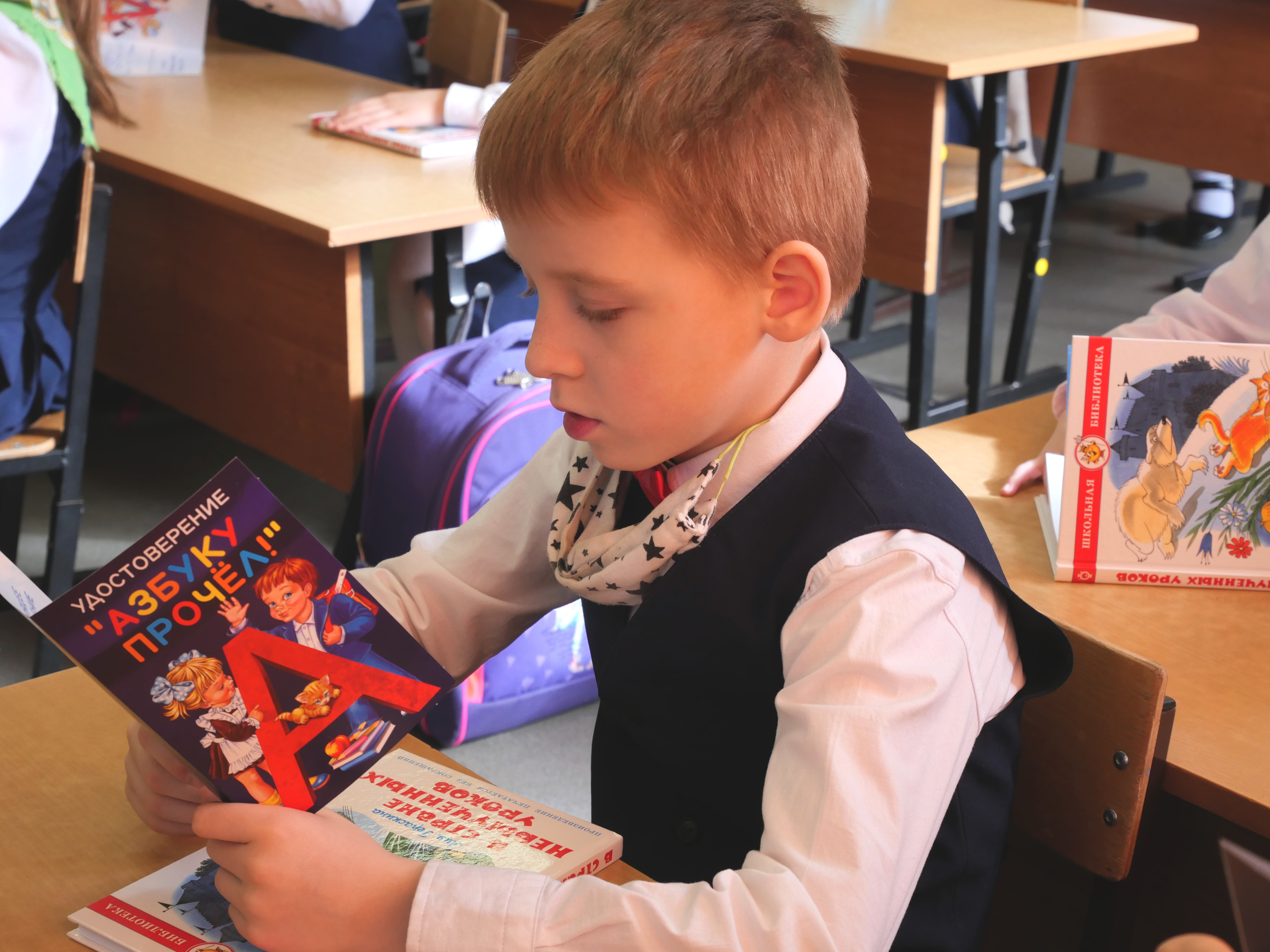
Un alumno de primero de primaria lee un librillo del alfabeto, Rusia (2021).

- Puede empezar a entender cómo funcionan los contrarios.

Desarrollo social y emocional
- Comienza a formar un círculo cercano de amigos del mismo género.
- Se vuelve más susceptible a la presión entre iguales
- Le gusta participar en actividades grupales.
- Es propenso a los cambios de humor y las conductas melodramáticas.
- Se muestra extremadamente impaciente y le puede costar horrores aguantar hasta las fechas especiales, como la Navidad.

### 9 años
Habilidades motoras
- Se le da bastante bien manipular herramientas
- La destreza manual y la coordinación óculo-manual están bien desarrolladas.
- Es capaz de hacer dibujos detallados.
- Puede que se esfuerce en hacer una actividad física en particular hasta el agotamiento.

Habilidades lingüísticas
- Se le da bien memorizar y recordar información, pero normalmente no demuestra que comprenda completamente la información.
- Es capaz de reanudar y concentrarse en una tarea tras una interrupción.
- Ansioso por adquirir nuevas destrezas.
- Comienza a diferenciar lo que es aceptable y lo que es inaceptable, de lo que está bien y lo que está mal.

Habilidades sociales
- A menudo demuestra una intensa repulsión hacia el género opuesto.
- Demostrará su descontento físicamente para intentar librarse de las tareas no deseadas.
- Generalmente, es responsable y se le pueden confiar responsabilidades básicas.
- Es propenso a los cambios de humor intensos.

### 10 años
Habilidades motoras
- Puede realizar tareas que exigen cierta habilidad motora y resistencia como montar en bicicleta y participar en deportes de equipo.
- Puede que algunas niñas alcancen la pubertad, que empieza por el desarrollo mamario y sigue con un cambio de la estructura facial.
- Su planificación motora es similar a la de un adulto.
- La planificación motora comprende que el individuo pueda escoger sus movimientos y seguir la trayectoria de tales movimientos. Cuando los niños comienzan a mostrar la planificación motora, muestran cierta preferencia hacia una partes del cuerpo como sucede con la mano. Por ejemplo, los niños zurdos comenzarán a planificar cómo pueden llevar a cabo una habilidad motora, como lanzar una pelota, pero la ejecutarán con la mano izquierda. La elección de una mano dominante por parte del niño también se verá reflejada en otras tareas motoras.
- Los niños muestran un aumento significativo en cuanto a la consecución de posturas finales confortables (end-stage confort o ESC).
- Las siglas ESC se refieren al uso inicial de posturas y movimientos inusuales e incómodos hasta lograr una posición cómoda. Un método frecuente utilizado para estudiar este proceso es el de girar un vaso. Para ello, se le pide a una persona que coja con una sola mano un vaso que está colocado boca abajo, que lo gire boca arriba y que lo llene de agua. Una vez que los niños comiencen a coger el vaso boca abajo con el pulgar apuntando hacia abajo, entonces habrán demostrado que han alcanzado la posición final confortable (para esta acción en concreto). Como resultado, cuando gire el vaso, el niño terminará sujetando el vaso con la mano en una posición cómoda.
- La cantidad de niños que consiguen el ESC aumenta exponencialmente con la edad.[26]

Habilidades lingüísticas
- Aún no demuestra una comprensión profunda de los temas.
- Aún no distingue completamente lo que es aceptable de lo que no lo es.
- Todavía no se le da bien organizar o planificar las cosas de manera práctica.

Habilidades sociales
- Siente cierta atracción/interés sexual por sus compañeros.[23]
- Ya no es tan temperamental como cuando tenía entre 7 y 9 años. En general, su carácter tiende a ser alegre y animado.
- La amistad es muy importante y generalmente sus amistades son del mismo género. Esto no es consistente para todos los individuos, ni tampoco es importante en general.
- Puede tener mal genio, pero ha aprendido a regular sus niveles de ira según la pertinencia de la situación.
- Se lleva bien con los padres y desea complacerlos.
- Teme menos cosas de las que temía a edades más tempranas.

### 11 años
Habilidades motoras
- Es extremadamente nervioso y tiene dificultades para estarse quieto.
- Las niñas suelen empezar a desarrollar los pechos y el vello púbicoempieza a crecer; no hay signos de pubertad en los niños.
- Su estatura aumenta rápidamente.
- Su capacidad para tomar decisiones mejora.
- Comienza a entender que no todo el mundo comparte las mismas creencias.
- El acné temprano es habitual en las niñas.

Habilidades lingüísticas
- Es capaz de utilizar la lógica y de rebatir la de los demás bastante bien.
- Los informes escolares pueden combinar contenido visual, oral y escrito.

Desarrollo social y emocional
- A menudo, se muestra crítico con los demás, tozudo y egotista.
- Tiende a manifestar su ira de manera física, golpeando a personas/objetos, lanzando cosas o pegando portazos.
- La amistad es importante, pero hay más discusiones/peleas que antes.
- Puede preocuparse en exceso y mostrarse temeroso.
- Es muy común que se preocupe de lo que piensen los demás.

### 12 años
Habilidades motoras
- Por lo general, tienen un apetito substancioso.
- A la mayoría de las chicas se les están desarrollando las mamas, ya ha aparecido el vello púbico y tienen un fino vello en las axilas. Puede que empiecen a tener la menstruación.
- Los cambios en los chicos son menos visibles, pero la pubertad comienza a esta edad, empezando por el crecimiento de los testículos y, más tarde, del pene, al mismo tiempo que aparece el vello púbico fino y las erecciones frecuentes y aleatorias.

Habilidades lingüísticas
- Es capaz de clasificar la información para entenderla mejor.
- Lee libros y revistas de adultos sobre temas que le interesan.
- Es capaz de corregir los deberes de ortografía, gramática y lógica.

Habilidades sociales
- Su disposición general es agradable y optimista.
- Puede emocionarse mucho sobre temas de su interés o logros personales.
- Muy propenso a sucumbir ante la presión entre iguales y a seguir las tendencias.
- Sus amistades son más estables y menos melodramáticas que a los 11 años.
- Pueden empezar a sentir atracción/interés sexual hacia sus compañeros, especialmente las chicas.[23]

### 13 años
- Es habitual que las chicas tengan la menstruación.
- Los estirones (de altura), las eyaculaciones y los cambios de voz son habituales en los chicos. También es frecuente la aparición de la «pelusilla», pelillos que se transformarán en vello facial de hombre adulto, y del vello fino en las axilas.
- Se le ve mal humorado e incómodo consigo mismo y su entorno.
- Pide estar solo y valora su intimidad.
- Puede que crea que el mundo está en su contra.
- Se siente inseguro sobre su cuerpo.
- Puede que no se lleve bien con los adultos.

### 14 años
- Puede que los niños empiecen a desarrollar vello fino en la cara.
- Su disposición general es agradable y risueña.
- Puede que demuestre su atracción/ interés sexual por sus compañeros.
- A menudo, muestra un gran interés por las actividades extraescolares.
- Puede que quiera gustar a los demás y ser popular.
- Tiene un gran círculo de amigos de ambos géneros.
- Puede mostrar síntomas de depresión.

### 15 años
- Por lo general, se muestra peleón y se niega a compartir sus problemas con los demás.
- Es posible que quiera ser independiente y librarse de su familia.
- Normalmente se lleva mejor con los hermanos que con los padres.
- La amistad es muy importante.
- Es frecuente que muestre intereses románticos.

### 16 años
- Por norma general, el vello facial de los chicos empieza a engrosarse.
- Buena relación con su familia en general.
- Comienza a ver a sus padres como seres humanos en lugar de figuras de autoridad.
- La amistad es muy importante, puede que tenga un amplio círculo de amigos de ambos géneros
- Sus intereses amorosos pueden resultar intensos.